# 武本在樹
武本 在樹（たけもと ざいき、1978年9月6日 - ）は、兵庫県神戸市出身の元プロボクサーである。千里馬神戸ボクシングジム所属。階級はフェザー級。在日コリアンで本名は裵 在樹。
2007年8月19日神戸ファッションマートにてWBA世界フェザー級王者クリス・ジョンに挑戦(9R終了TKO負け)

## 来歴
神戸朝鮮高級学校でボクシングを始め、3年時にはインターハイでベスト16入りを果たす。
卒業後、神戸朝高の先輩である千里馬啓徳が会長を務める千里馬神戸ジムに入門。
1997年12月14日、神戸サンボーホールでの吉村光男戦でデビュー（当時からリングネームは武本在樹）。
2005年4月2日、後楽園ホールにて榎洋之が持つ日本フェザー級王座に挑むが判定で敗退。
2007年8月19日、神戸ファッションマートにてクリス・ジョンが持つWBA世界同級王座に挑むも9RTKOで敗退。
2010年7月、神戸・六甲アイランドにZボクシングジムを開設し、現在は会長を務めている。
2022年からはTMKジム亀田和毅の専属トレーナー。

## 戦績
- 33戦23勝（12KO）8敗2分